# Война в небоскрёбе
«Война в небоскрёбе» (англ. The Last Hour, другое название — англ. Concrete War) — кинофильм, снятый в 1991 году.

## Сюжет
Полицейский Джефф Флин и биржевой маклер Эрик Дрейк когда-то были друзьями, но потом стали соперниками из-за женщины. Сьюзан предпочла Эрика, который добился успехов в бизнесе, заработав миллионное состояние. Однако, как оказалось, деньги Эрика получены нечестным путём — он обманывал представителей местной мафии. Поэтому его жену Сьюзан берут в заложницы. Эрик не может вернуть деньги и, чтобы попытаться спасти жену, вынужден обратиться к бывшему другу. Вдвоём они проникают в принадлежащий мафии небоскрёб и в поисках Сьюзан вступают в неравный бой…

## В ролях
- Майкл Паре — Джефф Флин
- Шеннон Твид — Сьюзан
- Бобби Ди Чикко — Джон Ломбардини
- Роберт Пуччи — Эрик Дрейк
- Джордж Кайл — Петралли
- Дэнни Трехо — Спайдер
- Роберт Миано — Фрэнки